# Накамура (княжество)

Мон рода Ямаути

Княжество Накамура (яп. 中村藩 Накамура-хан) — феодальное княжество (хан) в Японии периода Эдо (1601—1629, 1656—1689). Накамура-хан располагался в провинции Тоса (современная префектура Коти) на острове Сикоку.
Дочерний хана Тоса-хана.

## Краткая история
Административный центр: город Коти-Синдэн (современный город Коти в префектуре Коти).
Доход хана:
- 1601—1629 годы — 20.000 коку риса

1656—1689 годы — 30.000 коку риса.
Княжество управлялось родом Ямаути, который принадлежал к тодзама-даймё и имел статус правителя лагеря (陣屋). Главы рода имели право присутствовать в вербовом зале сёгуна.
В 1601 году первым правителем Накамура-хана стал Ямаути Ясутоё (1549—1625), второй сын Ямаути Моритоё (1510—1557). Ему наследовал в 1625 году его второй сын, Ямаути Масутоё (1598—1629), 2-й даймё Накамура-хана. В 1629 году после смерти 32-летнего бездетного Ямаути Масутоё княжество Накамура было ликвидировано.
В 1656 году Накамура-хан был возрожден для Ямаути Таданао (1613—1667), сына Ямаути Тадаёси (1592—1665), даймё Тоса-хана. Ему наследовал его старший сын, Ямаути Тоёсада (1638—1677), 2-й даймё Накамура-хана (1656—1677). Его преемником стал его младший брат, Ямаути Тоёакира (1642—1704), 3-й даймё Накамура-хана (1677—1689). В 1689 году Накамура-хан был окончательно ликвидирован по приказу сёгуна Токугава Цунаёси.

## Даймё Накамура-хана
| № | Имя и годы жизни            | Имя и годы жизни | Годы правления | Ранг, титул       | Примечания                 |
| - | --------------------------- | ---------------- | -------------- | ----------------- | -------------------------- |
| 1 | Ямаути Ясутоё (1549—1625)   | 山内康豊         | 1601-1625      | неизвестно        | Старший сын Ямаути Моритоё |
| 2 | Ямаути Масутоё (1598—1628)  | 山内政豊         | 1625-1629      | неизвестно        | Второй сын Ямаути Ясутоё   |
| 1 | Ямаути Таданао (1613—1667)  | 山内忠直         | 1656-1667      | 従五位下 修理大夫 | Второй сын Ямаути Тадаёси  |
| 2 | Ямаути Тоёсада (1638—1677)  | 山内豊定         | 1667-1677      | 従五位下 右近大夫 | Старший сын Ямаути Таданао |
| 3 | Ямаути Тоёакира (1642—1704) | 山内豊明         | 1667-1677      | 従五位下 右近大夫 | Второй сын Ямаути Таданао  |